# Antonio Jiménez Casero
Antonio Jiménez Casero (Azuaga, 2 de abril de 1952-Sevilla, 5 de junio de 2020) fue un escritor español y profesor de secundaria.

## Biografía
Pasó los primeros años de su infancia en el campo, en concreto vivió en la finca donde trabajaban sus padres. Aprendió a leer y a escribir de la mano de su madre. A los 9 años se trasladó a Guadalcanal con unos familiares para prepararse para su primera comunión. Allí, tanto el cura como el maestro coincidieron en que era una lástima que Antonio no prosiguiera sus estudios, dada la capacidad demostrada en el tiempo que había asistido a las clases. Continuó en Guadalcanal hasta terminar los estudios primarios.
A continuación, y por sugerencia del dueño de la finca donde trabajan sus padres, ingresó en el seminario menor de Pilas (Sevilla), donde permaneció varios años. Al finalizar el bachiller y dada su poca inclinación a continuar con los estudios de formación religiosa, abandonó el seminario; quizás también tuvo que ver que por aquel tiempo conoció a la que posteriormente sería su esposa y que estas noticias llegaron a oídos del rector del seminario. Hechos muy similares vive Rodrigo, uno de los personajes de su relato breve llamado Siempre nos vienen las sombras a la huella.
Comenzó en la Universidad de Sevilla sus estudios de Lenguas Clásicas, compaginando su formación académica con las clases que impartía en una academia de recuperación y refuerzos que él mismo abrió en colaboración con otros compañeros. De esta forma y con los trabajos en el campo durante sus vacaciones, consiguió sufragar los gastos que le suponían estudiar y vivir en Sevilla.
Durante muchos años siguió volviendo al campo en los periodos vacacionales, durante los cuales y siendo aún un niño, dedicaba parte de su tiempo a alfabetizar a pastores y gañanes que trabajaban en la finca. Está claro que recibió pronto la llamada de la docencia, de la que fue un profundo enamorado. Las vivencias en el medio rural dejaron una huella indeleble en la personalidad de Antonio que, de alguna manera, siempre se consideró un “hombre de campo”, hecho que fue motivo de orgullo durante toda su vida. No es una casualidad que muchos de los personajes de sus novelas tengan también orígenes campesinos y humildes.
Una vez finalizada su carrera, durante unos años, trabajó en Cazalla de la Sierra (Sevilla), primero en un centro privado y posteriormente en el instituto como interino.
Se casó en 1973 con Dolores Páguelo, mujer con la que tiene tres hijos: Antonio, David, e Irene.
Una vez que aprobó las oposiciones, trabajó primero en el IES XX, luego Luis Cernuda, y más tarde en el IES Pino Montano, en el que ejerció la función de Director durante más de veinte años, hasta su jubilación en 2017.
Entre 1991 y 2006 compaginó su labor de docente con la presidencia del Club de Atletismo San Pablo. El Club consiguió ascender a primera división, pero por la falta de subvenciones y de patrocinadores, se vio obligado a renunciar a competir en esa categoría. Este hecho supuso la renuncia de Antonio a continuar presidiendo el Club de Atletismo.
En 1997 colaboró en la obra colectiva “El Bosque de los Cuentos” para conmemorar la creación de uno de los Parques de referencia en la ciudad de Sevilla, con motivo de la Exposición Universal de 1992. Fue publicado por Signatura Ediciones Andalucía y los derechos fueron donados a UNICEF.
A partir de ese momento y al disponer de más tiempo, retomó su labor literaria con su blog Crónica de la indignidad.
En 2017, año de su jubilación, publicó Medea murió en Corinto, novela que trata de redimir la figura de Medea y que nació como un reto lanzado en clase por el alumnado.
A partir de su jubilación, intensificó su dedicación a la creación literaria, dejando inconclusa otra que escribía en el momento de su fallecimiento, el 5 de junio de 2020 en Sevilla.

## Novelas
En 1988 escribió su primera novela, El morador insomne, que reeditó un exalumno suyo en 2018, Jaime Romero Ruiz de Castro, responsable de Extravertida editorial, al que le uniría a partir de entonces una gran amistad.
En 2017 publicó la novela Medea murió en Corinto, que póstumamente es reeditada, en 2023, por Extravertida editorial. 
En 2018 publicó la novela No vuelvas, Odiseo, editada por la misma editorial. 
En 2020 escribe su última novela en vida, El laberinto (Extravertida editorial), una novela que alude al laberinto de internet y las redes sociales, el nuevo dédalo que el autor concentra en una mujer y un hombre.

## Premios
Ganó el Premio Felipe Trigo de relatos breves de autores extremeños en 1985 con la obra Siempre nos vienen las sombras a la huella. Tres años más tarde, ganó de nuevo el Premio Felipe Trigo en el año 1988 con la obra El morador insomne. 